# El jardín de los pitufos
El jardín de los pitufos (en el francés original, Le Jardin des Schtroumpfs) es la vigesimosegunda historieta de Los Pitufos escrita y dibujada por Peyo en 1982. 

## Trayectoria editorial
Originalmente publicada de forma seriada en 1982 en los números 2328 y 2329 de la revista Le Journal de Spirou. En 1983 apareció como complemento del álbum Los pitufos olímpicos junto a Pascua pitufante.

## Argumento
Los pitufos van de pícnic, pero su lugar de siempre está lleno de insectos, el columpio está roto, el agua está fría, etc. así que le piden ayuda al Pitufo Manitas. Trabajan un rato en accesorios para pícnic, pero luego se van a descansar para continuar al día siguiente. Durante la noche, el brujo Gargamel encuentra el viejo lugar del pícnic y tiene una idea.
Al día siguiente, la Pitufina encuentra un letrero que indica un nuevo jardín de placer, con barbacoa, columpio, piscina y sillas, pero cuando los pitufos van ahí, Gargamel activa una serie de trampas que había hecho, y solo el Pitufo con Gafas logra escapar para avisar al Gran Pitufo, que organiza un rescate. Todos se arman con herramientas y el Pitufo Tontín lleva un rastrillo enorme que no sirve para nada. Cuando llegan al jardín y se enfrentan a Gargamel, éste tropieza con el rastrillo y queda noqueado. Los pitufos celebran al Pitufo Tontín como un héroe y regresan a la Aldea Pitufa. Cuando Gargamel despierta, los pitufos ya se han ido.